# (15678) 1981 DM
A (15678) 1981 DM a Naprendszer kisbolygóövében található aszteroida. Schelte J. Bus fedezte fel 1981. február 28-án.